# Nuneaton
Nuneaton (/nəˈniːtən/) é uma cidade no norte de Warwickshire, Inglaterra. A população em 2011 era de 86 552, tornando-se a maior cidade em Warwickshire.
O autor George Eliot nasceu em uma fazenda em Arbury Estate nos arredores de Nuneaton em 1819 e viveu na cidade por grande parte de sua vida. Seu romance Cenas da Vida Clerical (1858) retrata Nuneaton.
A área construída de Nuneaton, incorporando Nuneaton e os assentamentos urbanos circundantes, incluindo as grandes aldeias de Hartshill e Bulkington, tinha uma população de 92 968 no censo de 2011.

## Geografia
Nuneaton está há 14 km de distância ao norte de Coventry, 32 km à leste de Birmingham e 170 km à noroeste de Londres. O rio Anker atravessa a cidade.
Cidades próximas de Nuneaton incluem Bedworth, Atherstone e Hinckley, com Tamworth e Lutterworth um pouco mais longe. O centro da cidade fica a 4,8 km da fronteira com Leicestershire, a 8 km de Staffordshire e a 19,3 km de Derbyshire .

## História

### História Antiga

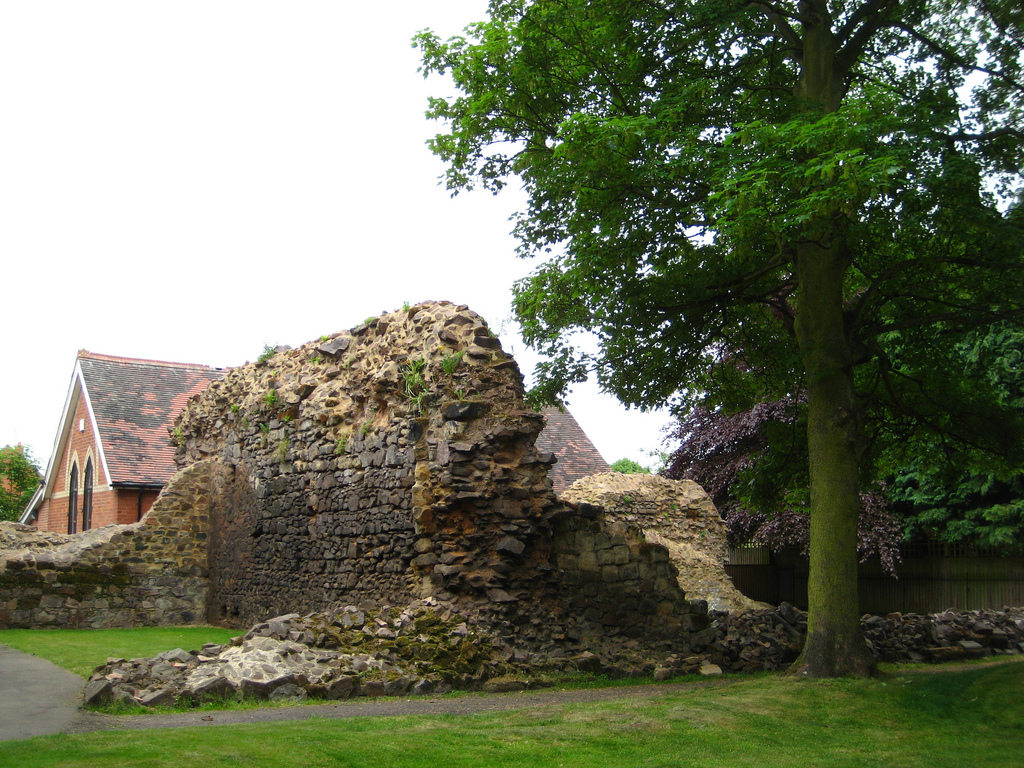
Algumas ruínas de Nuneaton Priory, de onde a cidade ganhou seu nome. Parte da igreja foi reconstruída no século XIX e início do século XX

Nuneaton era originalmente um assentamento anglo-saxônico conhecido como 'Etone' ou 'Eaton', que se traduz literalmente como 'assentamento por água'. 'Etone' foi listado no Domesday Book como uma pequena aldeia. O assentamento ganhou seu nome atual de Nuneaton em meados do século XII, quando um convento beneditino conhecido como Nuneaton Priory (partes das quais ainda existem) foi estabelecido. Um mercado foi estabelecido em 1226, que ainda é mantido, e Nuneaton se transformou numa próspera cidade mercantil. O convento foi destruído em 1539 durante a Dissolução dos Monastérios do Rei Henrique VIII.
A King Edward VI School foi fundada em 1552 por uma carta real do rei Edward VI.  A escola era originalmente uma escola em que se pagava para estudar, embora o conselho do condado oferecesse algumas bolsas de estudos como resultado do ato de educação de 1944. A escola de ajuda voluntária tinha cerca de 400 meninos nos anos 60. Em 1974, a escola de gramática foi fechada e reestabelecida como uma sexta faculdade.
Em 1543, Nuneaton foi registrado como contendo 169 casas, com uma população de cerca de 800 pessoas, em 1670 tinha crescido para 415 famílias, com uma população de 1 867; em 1740 este número aumentou para 2.480. 

### O crescimento da indústria
Em meados do século XVII, uma indústria de tecelagem de fitas de seda se estabeleceu na área local, que incluía Nuneaton, Bedworth, Coventry e grande parte do North Warwickshire. Esta indústria foi reforçada pela chegada de imigrantes franceses huguenotes no final do século, que trouxeram consigo novas técnicas. Essa indústria funcionava como uma indústria artesanal, com os tecelões trabalhando nas melhores lojas; um tipo de edifício que era específico para a área local, e tinha espaço nos dois andares inferiores, e uma oficina com janelas muito grandes no último andar. Essa indústria floresceu por quase dois séculos, embora com períodos de altos e baixos periodicamente. No entanto, no início do século XIX, a indústria estava lutando para competir contra a produção têxtil de fabricantes do norte, e os tecelões locais resistiram fortemente à adoção de métodos de produção de fábrica, pois valorizavam sua independência. No entanto, em 1851, 46% da força de trabalho de Nuneaton ainda era empregada pelo comércio de fitas. A indústria foi finalmente eliminada depois de 1860 por importações baratas, após o Tratado Cobden–Chevalier, que removeu as taxas sobre as sedas francesas importadas. Isso causou uma queda na economia local que durou quase duas décadas.
Outra grande indústria que cresceu na área local foi a mineração de carvão: como Nuneaton estava localizada no campo de carvão de Warwickshire, a mineração foi registrada localmente em 1338, mas a falta de transporte eficiente e técnicas primárias de mineração mantiveram a indústria em pequena escala. A indústria não se desenvolveu em uma escala maior até o século XVIII, com o surgimento da revolução industrial, o que levou a uma maior demanda por combustível e avanço técnico. Um grande problema era a drenagem de água dos poços de carvão à medida que eram cavados mais fundo. O uso de uma roda d' água para acionar bombas de drenagem foi registrado em 1683. O primeiro uso registrado de um motor atmosférico; uma forma primitiva de motor a vapor para bombear água de poços de carvão foi registrada em Griff Colliery em 1714, este foi o primeiro uso registrado de uma máquina a vapor em Warwickshire. No entanto, outro grande problema enfrentado pela indústria foi o transporte deficiente. Sir Roger Newdigate, proprietário de várias minas de carvão locais, desenvolveu uma estrada para Coventry na década de 1750, o que resolveu parcialmente esse problema. No início, a Newdigate reconheceu o potencial dos canais como meio de transportar cargas a granel. Ele desenvolveu um sistema de canais privados em suas terras no Arbury Estate de 1764 para transportar carvão, e ajudou a promover o Canal de Coventry, que abriu de Coventry para Nuneaton em 1769, antes de ser finalmente concluído em Staffordshire em 1790. ele também ajudou a promover o Canal Oxford . Ironicamente, o novo sistema de canais levou a um declínio na indústria de carvão de Warwickshire depois de 1800, já que foi explorado pelos produtores de carvão de Staffordshire para capturar o mercado local. Não seria até o desenvolvimento da rede ferroviária no século XIX que a indústria do carvão seria explorada ao seu potencial máximo.
A primeira ferrovia a chegar a Nuneaton foi a Trent Valley Railway, que foi inaugurada em 1847, ligando Nuneaton à crescente rede ferroviária nacional de Rugby e Stafford . Isto foi seguido por um ramal para Coventry em 1850. Em 1864, uma linha foi aberta de Birmingham para Leicester via Nuneaton, e isso provou ser o mais importante para a economia local, uma vez que ligou Nuneaton com a cidade em rápido crescimento (cidade posterior) de Birmingham . Devido em grande parte a isso, a indústria local de carvão expandiu-se rapidamente na segunda metade do século XIX, com a produção do campo de carvão de Warwickshire se expandindo quase dez vezes entre 1860 e 1913, de cerca de 545 000 toneladas para mais de cinco milhões de toneladas. A indústria atingiu o pico no início do século 20; em 1911, um terço da força de trabalho masculina em Nuneaton era empregado como mineiro. No entanto, a indústria declinou rapidamente nas décadas de 1950 e 1960, com a última mina de carvão em Nuneaton, em 1968. Embora a mina de Newdigate em Bedworth tenha durado até 1982. A última mina de carvão de Warwickshire, na vizinha Fábrica de Daw, foi fechada em 2013.
Várias outras indústrias desenvolveram-se localmente no final do século XIX, incluindo fabricação de tijolos e telhas, produção de cerveja, chapéus e artigos de couro e engenharia.  Na época do primeiro censo nacional, em 1801, Nuneaton era uma das maiores cidades de Warwickshire, com uma população de 5 135 habitantes. Em 1901, esse número cresceu para 24 996.

### História cívica
Um conselho local de saúde havia sido instalado em Nuneaton em 1848 para fornecer à cidade a infraestrutura necessária, como estradas pavimentadas, água potável, iluminação pública e esgoto. A antiga paróquia de Nuneaton incluiu os assentamentos de Attleborough e Stockingford . A paróquia juntou-se à paróquia de Chilvers Coton em 1894 para formar um distrito urbano . Nuneaton foi promovido ao status de um município municipal em 1907, ao qual as paróquias de Weddington e parte de Caldecote foram adicionadas em 1931. Em 1974, o município de Nuneaton foi fundido com o distrito urbano de Bedworth para criar o distrito de Nuneaton e Bedworth.

### Segunda Guerra Mundial
Nuneaton sofreu danos pesados durante Segunda Guerra Mundial, entre 1940 e 1942. O ataque mais pesado em Nuneaton ocorreu em 17 de maio de 1941, quando 130 pessoas foram mortas, 380 casas foram destruídas e mais de 10 000 danificadas. 

## Economia

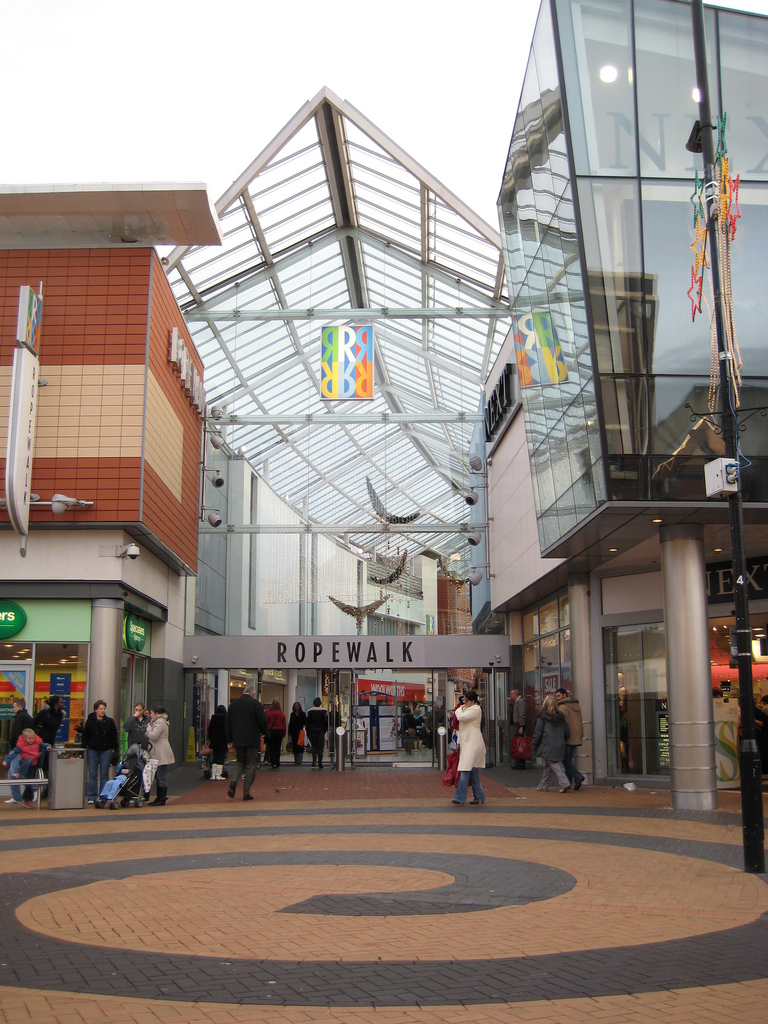
Centro Comercial Ropewalk

As indústrias tradicionais de Nuneaton, como os têxteis e a indústria, diminuíram significativamente nos anos do pós-guerra. Devido às suas ligações de transporte, Nuneaton é agora em grande parte uma cidade de transporte público nas proximidades de Coventry e Birmingham. No entanto, a eletrônica e a distribuição continuam sendo atividades econômicas importantes na cidade. MIRA Limited, anteriormente a Motor Industry Research Association, é baseada em um campo de pouso de guerra abandonado na A5, ao norte da cidade.
Um dos maiores desenvolvimentos da história da cidade, o multimilionário Ropewalk Shopping Center, foi inaugurado em setembro de 2005, na esperança de dar à cidade uma renda extra com as compras, atrair mais visitantes e varejistas e atrair os compradores como uma alternativa para as compras. grandes centros de varejo, como Birmingham, Coventry, Leicester e Solihull, com outras lojas disponíveis no mais antigo Abbeygate Shopping Centre localizado no centro da cidade. A Holland &amp; Barrett tem sua sede na cidade, enquanto o Bermuda Park, ao sul de Nuneaton, é o local dos centros de distribuição nacionais da Dairy Crest e RS Components. Nuneaton é também o local de várias empresas internacionais de marketing on-line.

## Política

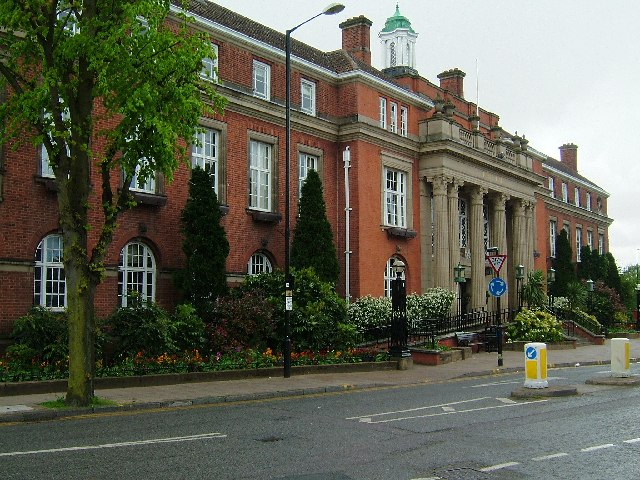
Nuneaton Town Hall (1934) arquitetos: Pavão & Bewley de Birmingham

### Nacional
Nuneaton faz parte do círculo eleitoral do mesmo nome na Câmara dos Comuns. O eleitorado é atualmente representado pelo membro do Partido Conservador do Parlamento (MP), Marcus Jones, que foi eleito pela primeira vez nas eleições gerais de 2010 . De 1935 a 1983, Nuneaton era um assento trabalhista seguro, mas se tornou mais marginal. Entre 1983 e 1992, os conservadores mantiveram o assento, até perdê-lo de volta ao trabalho. Nos 18 anos seguintes, o Partido Trabalhista (na forma de Bill Olner ) foi o representante local no Parlamento, até sua aposentadoria.

### Local
O conselho local, Nuneaton e Bedworth, é atualmente controlado pelo Partido Trabalhista. Em 1 de abril de 1974, como parte da reorganização da autoridade local de atacado, o então Nuneaton Borough Council foi fundido com o vizinho Bedworth Urban District para formar um novo conselho distrital . A condição de cidade foi conferida ao novo distrito em 15 de novembro de 1976. O novo conselho foi inicialmente conhecido como "Conselho de Nuneaton" e depois "Conselho do Distrito de Nuneaton". No entanto, em 1980, após objeções dos residentes de Bedworth, o nome do município foi alterado para "Nuneaton and Bedworth Borough Council". O conselho foi controlado pelo Partido Trabalhista a partir de 1973, quando o conselho sombra foi eleito em preparação para a fusão de 1974, até as eleições locais de 2008, quando os conservadores ganharam o controle, pondo fim a 35 anos de governo trabalhista. (Leitura adicional: Nuneaton e Bedworth Council Council eleição, 2008) No entanto, o período de controle conservador foi relativamente curto. O Partido Trabalhista ganhou dois assentos do Partido Conservador nas eleições locais de 2010, não dando nenhum controle geral do partido ao conselho (mas deixando o Partido Trabalhista como o maior agrupamento). (Leitura adicional: eleição do Conselho de Nuneaton e Bedworth Borough, 2010) Em 2012, o Partido Trabalhista ganhou mais oito vagas para recuperar o controle total. (Leitura adicional: eleição do Conselho de Nuneaton e Bedworth Borough, 2012)
Nuneaton é atualmente coberto por 11 das 17 alas eleitorais da cidade (ver tabela abaixo). Cada ala elege dois conselheiros, que cumprem mandatos de 4 anos. Há eleições a cada dois anos.
| Nome da ala  | Cobertura Aproximada                                               | População (Censo de 2001) | População (Censo de 2011) |
| ------------ | ------------------------------------------------------------------ | ------------------------- | ------------------------- |
| Mosteiro     | Abbey Green, centro da cidade                                      | 7 234                     | 8 718                     |
| Arbury       | Heath End, Glendale, Bermudas, Arbury                              | 5 482                     | 6 736                     |
| Attleborough | Attleborough, Maple Park, SW parte de Whitestone                   | 7 564                     | 7 676                     |
| Bar Piscina  | Black-a-Tree, Sunnyside, Stockingford (leste)                      | 7 451                     | 7 452                     |
| Camp Hill    | Camp Hill                                                          | 7 325                     | 7 321                     |
| Galley Comum | Galley Common, Chapel End, Whittleford                             | 7 593                     | 8 233                     |
| Kingswood    | Grove Farm, Fim de Robinson, Stockingford (oeste)                  | 6 878                     | 6 878                     |
| St Nicolas   | Horeston Grange, Hinckley Road, o Long Shot, St Nicolas Park (sul) | 7 073                     | 6 943                     |
| Weddington   | Weddington, St Nicolas Park (norte)                                | 7 286                     | 7 256                     |
| Wem Brook    | Hill Top, Caldwell, Chilvers Coton                                 | 7 082                     | 7 787                     |
| Pedra Branca | Whitestone (exceto a parte SW), Attleborough Fields                | 7 435                     | 6 877                     |
| Total        | Nuneaton                                                           | 78 403                    | 81 877                    |

## Religião

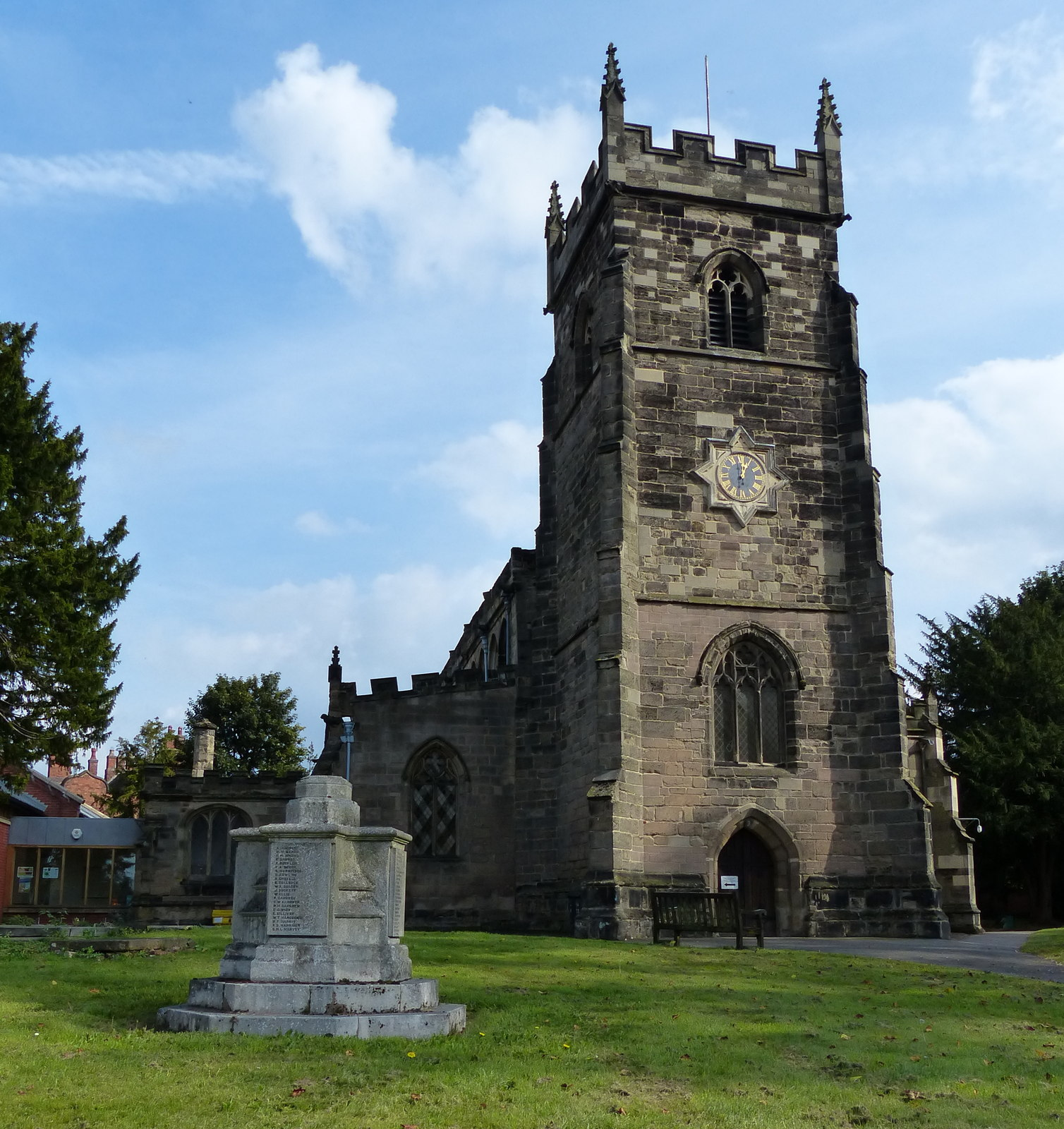
Igreja Paroquial de São Nicolau

O nome de Nuneaton reflete o efeito que o cristianismo teve sobre a história da cidade. Embora o convento beneditino que deu nome à cidade tenha sido destruído na época da Reforma, os fragmentos remanescentes foram incorporados ao edifício da igreja anglicana, agora conhecida como Igreja da Abadia de Santa Maria, a Virgem, na Manor Court Road. Esta é uma construção vitoriana.

### Igreja da Inglaterra
Perto do centro da cidade, mas raramente uma parte dela e fora do anel viário, fica a igreja medieval de São Nicolau - um edifício classificado como grau. Chilvers Coton contém a Igreja de Todos os Santos, onde Mary Ann Evans ( George Eliot ) cultuou e Justin Welby, agora Arcebispo de Canterbury, serviu como cura. Isso foi seriamente danificado pelos bombardeios durante a Segunda Guerra Mundial e reconstruído em grande parte pelos prisioneiros de guerra alemães. Há também igrejas anglicanas em Weddington (St James), Attleborough (Santíssima Trindade), Stockingford (St Paul's), Galley Common (St Peter's), Abbey Green (St Mary's) e, mais recentemente, construída (1954), em Camp Hill St. Mary e São João

### Igreja Católica Romana
Existem duas paróquias na cidade que servem a comunidade católica em Nuneaton. Nossa Senhora dos Anjos na Estrada Coton, foi inaugurada em 1838 (originalmente como Santa Maria). O edifício, projetado por Joseph Hansom, foi amplamente remodelado em 1936. A Paróquia de Santa Ana, Chapel End, Nuneaton foi criada em 1949 a partir da Paróquia de Nossa Senhora dos Anjos (que originalmente cobria toda a cidade). O edifício original da igreja foi substituído pela igreja existente, que foi inaugurada em 2000.

### Outras tradições cristãs
Na cidade, a União Batista, Metodista, Reformista Wesleyana, a Igreja de Jesus Cristo dos Santos dos Últimos Dias, a Pentecostal, o Exército da Salvação, a Igreja Reformada e a Cristandade servem suas respectivas congregações.
Um Salão do Reino das Testemunhas de Jeová está localizado na área de Stockingford e Christadelphians em Whitestone.

### Outras religiões do mundo
Além do cristianismo, também há seguidores do islamismo, do sikhismo e do hinduísmo. Há uma mesquita na Frank Street, Chilvers Coton e dois gurdwaras (templos sikhs): o Nuneaton Guru Nanak Gurdwara na Park Avenue, Attleborough, e o Shri Guru Tegh Bahadur Gurdwara na Marlborough Road, Chilvers Coton.
Várias famílias judias se instalaram em torno de Nuneaton nos últimos dois séculos, à medida que as indústrias locais cresceram e diminuíram. Historicamente, as famílias viajavam para importantes eventos da vida e feriados para a adoração na sinagoga medieval da Spon Street em Coventry, na sinagoga de Hinckley, no início do século 20 e, mais recentemente, na moderna Coventry Reform Synagogue. Nunca houve uma comunidade formal e organizada na área e a maioria dos judeus é agora idosa, com as pessoas mais jovens se mudando para comunidades maiores em Londres e Manchester.
A Fé Bahá'í foi introduzida em Nuneaton no início dos anos 1970 e agora tem uma comunidade de mais de 30 membros.

## Demografia
No censo de 2011, havia 86.552 residentes em Nuneaton em 37.317 domicílios. A idade mediana dos residentes de Nuneaton era de 39 anos. Em termos de etnia:
- 91,6% dos residentes de Nuneaton eram brancos (incluindo 89,3% de brancos britânicos, 1,8% de outros brancos, 0,5% de irlandeses e 0,1% de ciganos / irlandeses).
- 6,2% eram asiáticos (com 4,4% de indianos, 0,5% de paquistaneses, 0,2% de chineses e 1,1% de outros asiáticos)
- 0,8% eram negros (compreendendo 0,4% africanos, 0,3% caribenhos e 0,1% outros negros)
- 1,1% eram mistas.
- 0,1% eram árabes e 0,2% eram de outro grupo étnico.

Em termos de religião, 63,5% dos residentes de Nuneaton identificados como cristãos, 24,3% disseram que não tinham religião, 6,0% não declararam nenhuma religião, 3,1% eram muçulmanos, 1,2% eram hindus, 1,2% eram sikhs, 0,4% eram budistas, e 0,4% eram de outra religião.

## Meios de comunicação

### Rádio
As estações de rádio locais são:
- BBC Coventry &amp; Warwickshire: 104.0FM
- O novo 107 Oak FM (anteriormente Fosseway Radio): 107,9FM
- Free Radio Coventry e Warwickshire (formalmente conhecido como Mercia Sound e Mercia FM): 97.0FM
- Anker Radio - que serve o Hospital George Eliot, mas pode ser ouvido em 1386 am.
- A BBC Radio Leicester pode ser recebida na cidade em 104.9FM.

### Mídia escrita
Os principais jornais locais são:
- O Tribune (anteriormente Tribune do Povo (1895), Midland Counties Tribune (1903) e Nuneaton Evening Tribune (1957)): É de propriedade da Coventry Newspapers da Trinity Mirror (editora do Coventry Telegraph). Cobrindo 'Northern Warwickshire' (particularmente Nuneaton, Bedworth e Atherstone), o jornal gratuito está disponível semanalmente para coletar em muitas bancas de jornal na área em uma quinta ou sexta-feira.
- O Telégrafo Nuneaton; uma sub-edição localizada do Coventry Telegraph, foi lançada em 1992 (quando o já mencionado Tribune mudou de produção diária para produção semanal).
- O Nuneaton News (originalmente conhecido como o Evening News após o lançamento e, em seguida, o Heartland Evening News): Propriedade do Mundo Local, é publicado nos dias úteis. A edição de quarta-feira é distribuída gratuitamente por toda a cidade, enquanto o jornal diário às segundas, terças, quintas e sextas-feiras é pago. Foi fundada em 1992, após a decisão do editor do Tribune de mudar para uma folha semanal gratuita.

### Notícias de televisão
A área de Nuneaton é coberta por notícias regionais da TV por:
- BBC Midlands hoje
- Central de Notícias da ITV

## Transporte

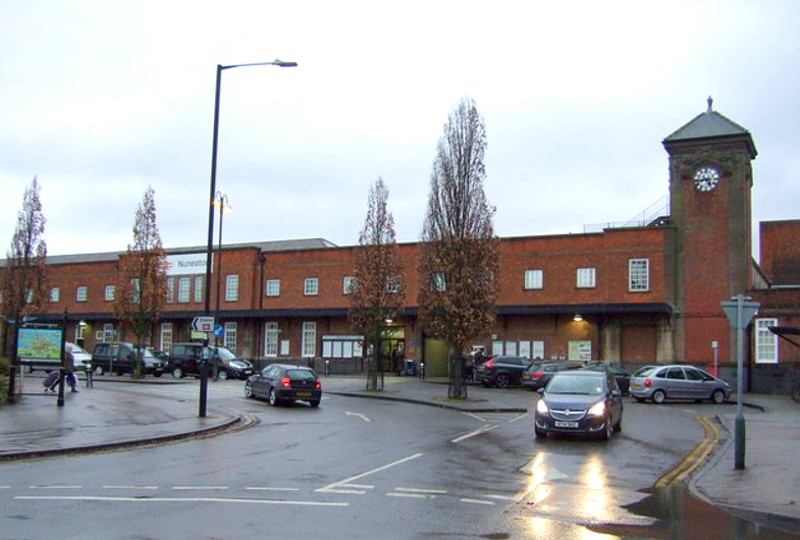
Estação Ferroviária Nuneaton

A cidade fica perto da M6, das rodovias M42 e M69 e da rodovia principal A5 (Watling Street), que também faz fronteira com Leicestershire e a cidade vizinha de Hinckley. O A444 fornece uma via de duas faixas de alta velocidade para a cidade a partir do sul e também atua como o anel rodoviário do centro da cidade, muitas vezes ocupado. A A47 liga a cidade à vizinha Hinckley e a Leicester, e a A4254 - Eastern Relief Road - fornece acesso direto do leste de Nuneaton para o sul, evitando o centro da cidade.
A cidade tem duas estações ferroviárias: a principal estação ferroviária de Nuneaton, perto do centro da cidade, é um importante entroncamento ferroviário, servido pela West Coast Main Line, que vai de Londres ao Noroeste, o cross-country Birmingham até Peterborough Line e por uma linha até Coventry via Bedworth. Uma nova estação de trem no Bermuda Park foi aberta ao sul do centro da cidade em 2016 na linha em direção a Coventry, como parte do esquema de atualização de trilhos NUCKLE (Nuneaton, Coventry, Kenilworth e Leamington).
Historicamente, Nuneaton também era servida pela estação Chilvers Coton, pela estação Abbey Street e pela estação de Stockingford. A estação de Chilvers Coton ficava na linha de Coventry, a pouca distância ao norte da nova estação do Bermuda Park, e foi fechada em 1965, a estação Abbey Street e a estação de Stockingford estavam na linha em direção a Birmingham e foram fechadas em 1968. Em janeiro de 2017, havia propostas para abrir uma nova estação em Stockingford, em um local diferente do anterior, que poderia ser inaugurado em 2023.
O Coventry Canal passa pela cidade.
Os principais operadores de ônibus em Nuneaton são Stagecoach em Warwickshire e Travel de Courcey .

## Recreação e cultura

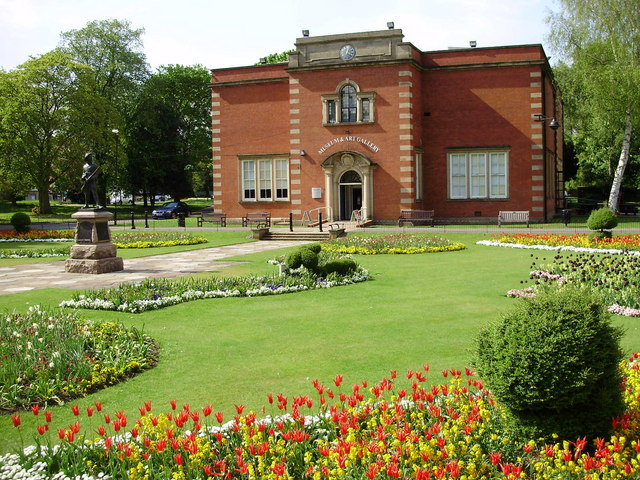
Museu Nuneaton e Galeria de Arte, Riversley Park, casa da coleção sobre o escritor George Eliot

Nuneaton tem dois times de futebol que não são da liga: Nuneaton Boro (apelidado de "o Boro"), que joga na Liga Nacional do Norte e Nuneaton Griff, que jogam na Divisão 1 da Liga de Futebol de Midland. O futebol da Liga de Domingo é jogado na cidade, com equipes de Nuneaton, Bedworth e North Warwickshire competindo na Nuneaton & District Sunday Football League (NDSFL).
Há três clubes da união de rúgbi: Nuneaton RFC (apelidado "as Freiras"), que jogam em Nacional 3 Midlands, Nuneaton Old Edwardians de Midlands 2 Oeste (Sul) divisão e Manor Park da liga de Midlands 4 Oeste (Sul).
A cidade é também o local do clube Nuneaton Bowling, onde são jogadas tigelas planas.
Existem três centros de lazer principais na cidade de propriedade de Nuneaton e Bedworth Borough Council e geridos pela Everyone Active em nome do conselho (após um processo de licitação competitiva):
- Pingles Leisure Centre - O Pingles é o principal centro de lazer em Nuneaton. Foi reconstruído em 2004 para substituir o Pingles original que foi construído em 1965. O novo Pingles inclui áreas de piscina coberta e ao ar livre, estúdio de dança e academia. O Pingles também tem um estádio de atletismo associado, o Pingles Stadium, que foi construído em 2004. O Pingles Stadium possui um stand de 250 lugares, uma pista de atletismo e instalações esportivas. O estádio também tem um campo de futebol que é usado por Nuneaton Griff para os seus jogos em casa.
- Jubilee Sports Centre - O Jubilee Sports Centre é um centro esportivo. O salão é usado para vários esportes, incluindo badminton, futebol de cinco, futebol de salão e basquete. O Jubileu também tem um painel de avaliação, usado para grandes jogos de basquete e futebol de salão. O salão pode ser alugado para usos como aulas de karatê.
- Etone Sports Center - O Etone Sports Center é outro centro esportivo. Etone sports hall também tem campos de futebol astroturf que são usados também para o hóquei. O centro fica nos terrenos da escola que leva o mesmo nome, Etone School, mas “Everyone Active” mantém o prédio.

Nuneaton tem um museu e galeria de arte nos jardins do Riversley Park, adjacente ao centro da cidade. O museu inclui uma exposição sobre George Eliot . A casa da família de Eliot, Griff House, é agora um restaurante e hotel na A444.
O Abbey Theatre é o único teatro de Nuneaton e apresenta uma grande variedade de apresentações, incluindo visitas a companhias de ópera e balé, shows de turnê, musicais, pantomima e teatro. Executado exclusivamente por voluntários, o Teatro Abbey acomoda 250 mais espaço para clientes em cadeira de rodas.
Nuneaton entra anualmente na competição Britain in Bloom e, em 2000, Nuneaton e Bedworth foram finalistas nacionais. É o local do Carnaval de Nuneaton, o maior carnaval de Warwickshire, que acontece todo mês de junho.
Nuneaton era o lar do menor jornal independente na Grã-Bretanha (o Heartland Evening News) até que foi comprado em 2006 pela vida News & Media.
A arte pública em Nuneaton inclui uma estátua de George Eliot na Newdegate Square e o Gold Belt.

## Educação

### Primário
- Escola Infantil Abbey CE (4 a 7 anos)
- Escola Primária de Todos os Santos da CE (4 a 11 anos)
- Escola Primária de Camp Hill (4 a 11 anos)
- Chetwynd Junior School (idades de 7 a 11 anos)
- Chilvers Coton Community Infant School (4 a 7 anos)
- Escola Júnior Croft (7 a 11 anos)
- Galley Common Infant School (4 a 7 anos)
- Escola Infantil de Glendale (4 a 7 anos)
- Michael Drayton Junior School (nas proximidades de Hartshill, com idades entre 7 e 11 anos)
- Escola Júnior Middlemarch (idades de 7 a 11 anos)
- Escola Primária de Milby (4 a 11 anos)
- Milverton House School (independente; idades 0-11)
- Escola primária de madeira de carvalho (escola especial; idades de 4 a 11 anos)
- Academia Católica Nossa Senhora e São José (4 a 11 anos)
- Escola Primária Park Lane (4 a 11 anos)
- Escola Júnior CE da Rainha (com idades entre 7 e 11 anos)
- Escola Primária Católica de St. Anne (4 a 11 anos)
- Escola Primária de St Nicolas (4 a 11 anos)
- Escola Primária de São Paulo (4 a 11 anos)
- Escola Primária de Stockingford (4 a 11 anos)
- Escola Primária de Weddington (4 a 11 anos)
- Escola Primária Wembrook (4 a 11 anos)
- Escola Primária de Nursery Hill (4 a 11 anos)
- Escola Infantil Whitestone (4 a 7 anos)

### Secundário
- Faculdade Etone (idades de 11 a 18 anos)
- A Escola George Eliot (com idades entre 11 e 16 anos)
- Escola Hartshill (nas proximidades de Hartshill, com idades entre 11 e 16 anos)
- Higham Lane School, Business e Enterprise Academy (idades de 11 a 18 anos)
- A Academia Nuneaton, resultante da fusão da Alderman Smith School e da Manor Park School (idades de 11 a 18 anos)
- Escola secundária de madeira de carvalho (escola especial; idades 11-16)
- Escola St. Thomas More Catholic (idades 11-18)

### Mais Educação
- Faculdade King Edward VI (com idades entre 16 e 19 anos)
- North Warwickshire e Hinckley College
- St Thomas More RC sexta faculdade de forma
- Etone Sixth Form College
- Higham Lane Sixth Form College

## Inspirações de George Eliot

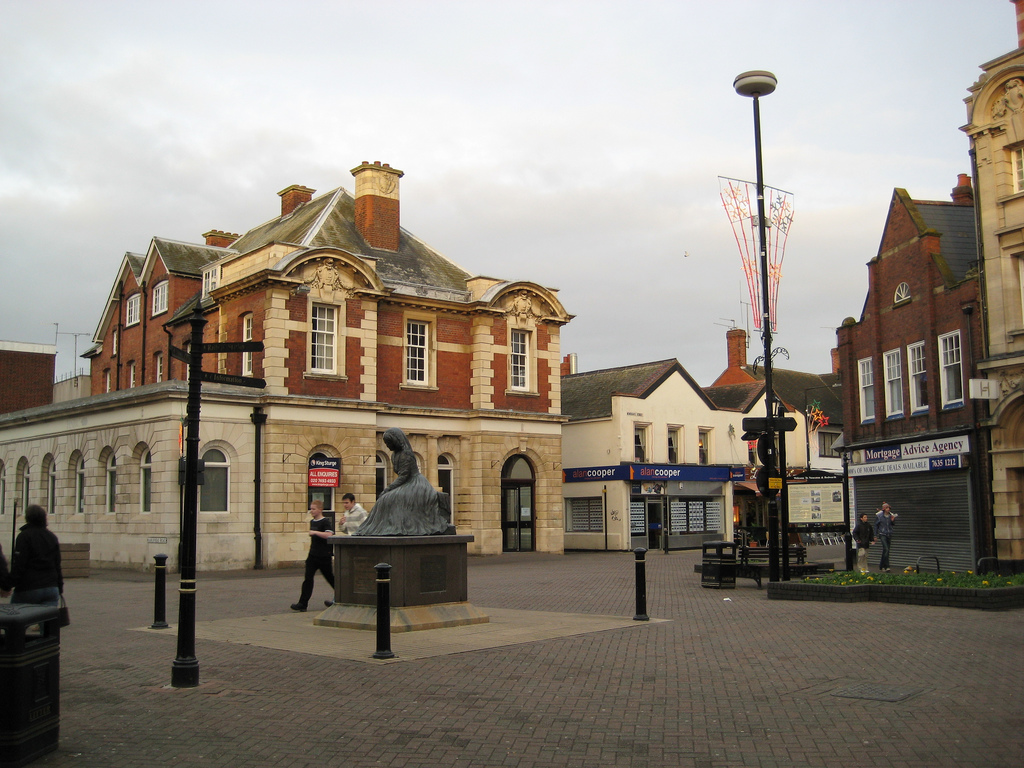
Estátua de George Eliot na Praça Newdegate

Muitos locais nos trabalhos de George Eliot foram baseados em locais dentro ou perto de sua nativa Nuneaton, incluindo:
- Milby (cidade e igreja paroquial, com base na igreja paroquial de Nuneaton e St Nicolas);
- Shepperton (baseado no Chilvers Coton);
- Paddiford Common (baseado em Stockingford, que na época tinha uma grande área de terra comum incluindo sua igreja paroquial de São Paulo);
- Knebley (baseado em Astley; Knebley Church é a Astley Church, enquanto Knebley Abbey é o Astley Castle);
- Red Deeps (baseado em Griff Hollows);
- Cheverel Manor (baseado em Arbury Hall);
- Dorlcote Mill (baseado em Griff House);
- O Leão Vermelho (baseado no Hotel Bull, agora o Hotel George Eliot em Bridge Street, Nuneaton);
- Middlemarch (baseado em Coventry);
- Treby Magna (também pensado para ser baseado em Coventry);
- Little Treby (pensado para ser baseado em Stoneleigh);
- Transome Court (pensado para ser baseado em Stoneleigh Abbey).

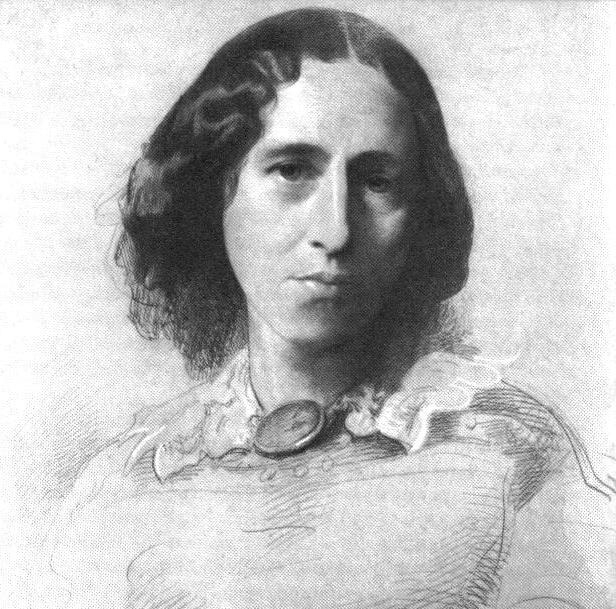
George Eliot, nascido em Nuneaton

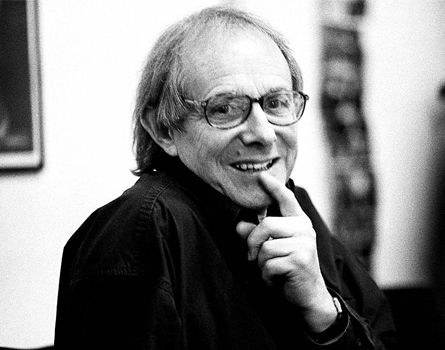
Ken Loach, diretor de cinema

- George Eliot (1819–1880), romancista vitoriano;[60]
- AJ Quinnell (1940-2005), romancista de suspense inglês.

### Ciência e Tecnologia
- John Barber (1734–1793), inventor da turbina a gás em 1791;
- John Birch (1867-1945), fabricante e designer de motocicletas;
- Richard K. Guy (nascido em 1916), matemático britânico e autor.

### Mídia e as artes
- Paul Bradley, (nascido em 1955) ator (nascido em Nuneaton);[60]
- Ben Daniels, (nascido em 1964) ator (nascido em Nuneaton);[60]
- Gareth Edwards, (nascido em 1975) diretor de cinema, Monstros, Godzilla e o filme autônomo de Star Wars de 2016, Rogue One;[60]
- Chris Emmett, (nascido em 1938) comediante, notavelmente aparecendo em 3-2-1;
- Eyesless In Gaza, a dupla pós-punk formou-se em 1980.;
- Fresh Maggots, grupo de rock folk / psicodélico do início dos anos 70;
- Larry Grayson, (1923-1995) comediante, apresentador de televisão e apresentador de longa data de Nuneaton;[60]
- Alan e Graham "Kidder" Hammonds, músicos, Incredible Kidda Band (cresceram em Nuneaton e foram para Alderman Smith e Manor Park Grammar School respectivamente);
- Jon Holmes, (nascido em 1969) escritor, comediante e locutor (cresceu em Nuneaton);
- Conrad Keely, (nascido em 1972) músico, nascido em Nuneaton;[60]
- Ken Loach, (nascido em 1936) diretor de cinema e televisão;[60]
- Justin Welch, (nascido em 1972) baterista da banda Britpop Elastica (1991-2001) e baterista do Suede em seus anos de formação;
- Mary Whitehouse, (1910-2001) ativista de TV (nascido em Nuneaton).[60]

### Esportes
- Ben Ackland, jogador de críquete irlandês (nascido em Nuneaton);
- Julian Alsop, jogador de futebol;
- Stuart Attwell, árbitro da Premier League;
- Laura Bassett, membro do time de futebol feminino da Inglaterra da WWC Bronze 2015;
- Paul Best, jogador de críquete aposentado;[61]
- John Curtis, jogador de futebol;
- Matty Fryatt, jogador de futebol;
- Andy Goode, Wasps RFC e Inglaterra, jogador da União Internacional de Rugby;
- Trevor Peake, jogador de futebol, vencedor da FA Cup em 1987 com Coventry City (nascido em Nuneaton);
- Mick Price, jogador de sinuca
- George Reader, árbitro de futebol; oficiou no jogo final da Copa do Mundo de 1950
- Dean Richards, ex-jogador da Inglaterra Rugby Union e Rugby Union Coach (nascido em Nuneaton)
- Nicki Shaw, ex-integrante da equipe inglesa Women's Cricket (nascida em Nuneaton)
- Andy Sullivan, golfista;
- Adam Whitehead, nadador olímpico;
- Peter Whittingham, jogador de futebol (nascido em Whitestone, Nuneaton);
- Nigel Winterburn, jogador de futebol aposentado;
- Jake Dennis, piloto de corridas.

### De outros
- Andrew Copson, diretor executivo da Humanists UK;
- Ian Corder, representante militar do Reino Unido para a OTAN e vice-governador de Guernsey;
- Richard Freeman, criptozoologista (nascido em Nuneaton);
- William Gadsby, (1773–1844), um pastor batista inglês nascido em Attleborough e que escreveu muitos hinos;
- Jeffrey Green, historiador;
- Cecil Leonard Knox, soldado, destinatário da Victoria Cross (nascido em Nuneaton).

## Distritos e subúrbios de Nuneaton
Dentro dos limites do bairro:
- Abbey Green
- Arbury

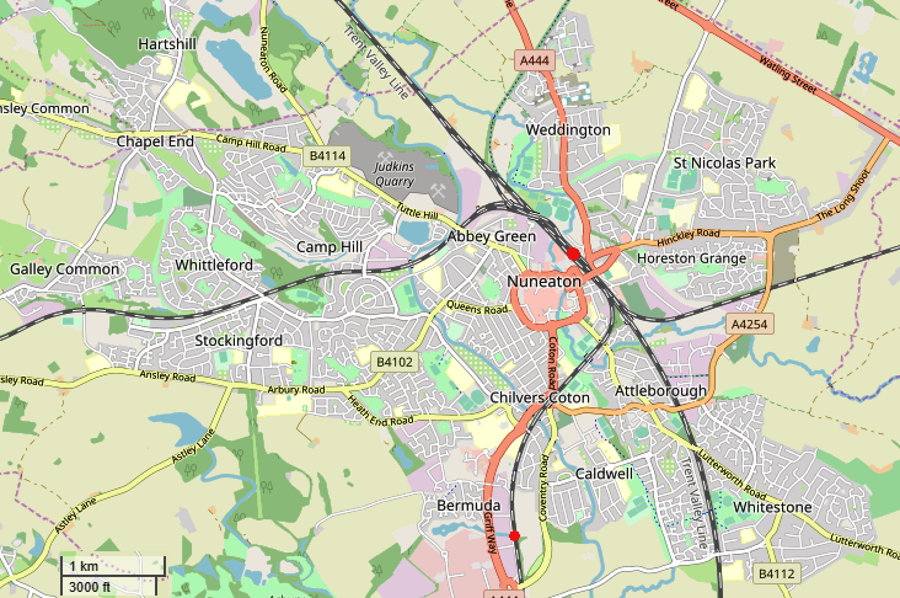
Um mapa de Nuneaton

- Attleborough (incluindo Maple Park)
- Bermudas
- Caldwell
- Camp Hill
- Fim da capela (incluindo os condados)
- Chilvers Coton
- Galley Comum
- Griff
- Fazenda Grove
- Heath End
- Topo da colina
- Horeston Grange
- Fim de Robinson
- St Nicolas Park
- Stockingford (incluindo Glendale, Sunnyside, Black-a-Tree, Church Farm)
- Weddington
- Whitestone (incluindo Crowhill)
- Whittleford (incluindo Poplar Farm, Hawthorn Common)

Fora dos limites do bairro, mas muitas vezes considerado parte da cidade:
- Ansley
- Ansley Comum
- Arley
- Astley
- Bramcote
- Caldecote
- Hartshill
- Oldbury

## Marcos
Um importante marco local em Nuneaton, que pode ser visto por muitos quilômetros, é o Monte Judd, que é uma antiga pilha de destroços cônicos, a 158 pés de altura. Também é conhecido localmente como o mamilo Nuneaton. Em maio de 2018, foi eleito o melhor marco do Reino Unido em uma pesquisa online para o jornal Daily Mirror, superando a concorrência de nomes como o Anjo do Norte e o Big Ben.

Outro marco conhecido é a Fonte Roanne, também conhecida como a Fonte Dandelion, que fica no meio de uma rotunda no centro da cidade, foi construída em 2000, e possui 385 braços de pulverização que pulverizam 50 000 galões de água por hora. Em 2016, foi eleita a "Ronda do Ano do Reino Unido" pela Sociedade de Apreciação da Ronda, que afirmou que a cidade deveria sentir-se "muito orgulhosa por ter conseguido um prémio tão elevado".

## Geminações
A cidade de Nuneaton possui as seguintes cidades-gémeas:
- Roanne, Loire, Auvergne-Rhône-Alpes, França
- Guadalajara, Guadalajara, Castilla-La Mancha, Espanha
- Cottbus, Brandenburg, Alemanha[67]